# Slovenska hokejska liga 2002/03
Sezona 2002/03 Slovenske hokejske lige je bila dvanajsta sezona slovenskega prvenstva v hokeju na ledu. Naslov slovenskega prvaka so devetič osvojili hokejisti HDD ZM Olimpija, ki so v finalu s 4:1 v zmagah premagali HK Acroni Jesenice.

## Končnica

### Finale
Igralo se je na štiri zmage po sistemu 2-2-1-1-1, * - po podaljšku.
| marec 2003 | HDD ZM Olimpija | 2:3 | HK Acroni Jesenice | Hala Tivoli, Ljubljana |

| Poročilo tekme      | Poročilo tekme | Poročilo tekme | Poročilo tekme | Poročilo tekme |
| ------------------- | -------------- | -------------- | -------------- | -------------- |
| Začetek: ni podatka | (') ?          |                | ? (')          |                |

| 13. marec 2003 | HDD ZM Olimpija | 3:1 | HK Acroni Jesenice | Hala Tivoli, Ljubljana |

| Poročilo tekme      | Poročilo tekme                                                       | Poročilo tekme | Poročilo tekme | Poročilo tekme                      |
| ------------------- | -------------------------------------------------------------------- | -------------- | -------------- | ----------------------------------- |
| Začetek: ni podatka | (Rahmatuljin, Jan) Kontrec 23 (Žagar) Jan 35 (Šivic, Kontrec) Jan 49 |                | 39 Razingar    | Gledalci: 1500 Sodnik: Rudolf Lauff |

| 16. marec 2003 | HK Acroni Jesenice | 3:4 | HDD ZM Olimpija | Dvorana Podmežakla, Jesenice |

| Poročilo tekme      | Poročilo tekme                                                                 | Poročilo tekme  | Poročilo tekme                                                                                     | Poročilo tekme |
| ------------------- | ------------------------------------------------------------------------------ | --------------- | -------------------------------------------------------------------------------------------------- | -------------- |
| Začetek: ni podatka | (Terlikar) Razingar 28 (Pretnar, Terlikar) Razingar 28 (Varl, Razingar) Por 57 | (0:2, 2:0, 1:2) | 02 Terglav (Zajc) 16 Murič (Mušič, Žagar) 46 Zajc (Žagar, Avgustinčič) 53 Goličič (Kontrec, Rožič) | Gledalci: 3000 |

| 18. marec 2003 | HK Acroni Jesenice | 3:4* | HDD ZM Olimpija | Dvorana Podmežakla, Jesenice |

| Poročilo tekme | Poročilo tekme                                                           | Poročilo tekme       | Poročilo tekme                                                                      | Poročilo tekme |
| -------------- | ------------------------------------------------------------------------ | -------------------- | ----------------------------------------------------------------------------------- | -------------- |
|                | (Razingar) Varl 11 (Razingar) Terlikar 22 (Terlikar, Razingar) Kranjc 31 | (1:1, 2:0, 0:2, 0:1) | 02 Žagar (Zajc, Šivic) 46 Terglav (Avgustinčič) 53 Terglav 63 Kontrec (Rahmatuljin) |                |

| 20. marec 2003 | HDD ZM Olimpija | 7:2 | HK Acroni Jesenice | Hala Tivoli, Ljubljana |

| Poročilo tekme      | Poročilo tekme | Poročilo tekme  | Poročilo tekme                                    | Poročilo tekme |
| ------------------- | --- | --------------- | ------------------------------------------------- | -------------- |
| Začetek: ni podatka | (Kontrec) Jan 05 (Dervarič, Brodnik) Jan 07 (Terglav) Rožič 32 (Avgustinčič) Žagar 33 (Avgustinčič) Terglav 37 Jan 41 (Kontrec, Ciglenečki) Jan 53 | (0:2, 2:0, 1:2) | 29 Razingar (Por, Vukčevič) 30 Razingar (Pretnar) | Gledalci: 4000 |

## Končna lestvica prvenstva
1. HDD ZM Olimpija
2. HK Acroni Jesenice
3. HK Slavija M Optima
4. HK Bled
5. HK MARC Interieri Tivoli
6. HDK Maribor
7. HK Triglav Kranj
8. HK HIT Casino Kranjska Gora

## Najboljši strelci
G - goli, P - podaje, T - točke
| # | Igralec        | Klub               | G  | P  | T  |
| - | -------------- | ------------------ | -- | -- | -- |
| 1 | Tomaž Razingar | HK Acroni Jesenice | 34 | 32 | 66 |
| 2 | Edo Terglav    | HDD ZM Olimpija    | 20 | 23 | 43 |
| 3 | Anže Terlikar  | HK Acroni Jesenice | 19 | 24 | 43 |
| 4 | Ivo Jan        | HDD ZM Olimpija    | 31 | 10 | 41 |
| 5 | Boris Pretnar  | HK Acroni Jesenice | 15 | 26 | 41 |
| 6 | Peter Rožič    | HDD ZM Olimpija    | 18 | 21 | 39 |